# Ruta Estatal de Nevada 208
La Ruta Estatal de Nevada 208, y abreviada SR 208 (en inglés: Nevada State Route 208) es una carretera estatal estadounidense ubicada en el estado de Nevada. La carretera inicia en el Oeste desde la US 395     en Lago Topaz hacia el Este en la US 95     en Yerington. La carretera tiene una longitud de 61 km (37.877 mi).

## Mantenimiento
Al igual que las autopistas interestatales, y las rutas federales y el resto de carreteras estatales, la Ruta Estatal de Nevada 208 es administrada y mantenida por el Departamento de Transporte de Nevada por sus siglas en inglés Nevada DOT.

## Cruces
La Ruta Estatal de Nevada 208 es atravesada principalmente por la  SR 823  SR 338  SR 339  SR 340 .